# Синдром на Гилен-Баре
Синдромът на Гилен-Баре е автоимунно възпалително заболяване на периферната нервна система, проявяващо се с вели парези, нарушения в чувствителността и вегетативни разстройства.

## Етиология
Най-честата причина са респираторна или гастроинтестинална инфекция. При пациенти прекарали инфекция с Campylobacter jejuni.
Други отключващи фактори за заболяването могат да бъдат и инфекции от:
- Epstein-Barr (EBV),
- Mycoplasma pneumoniae,
- Varicella zoster вирус,
- HIV, Haemophilus influenzae,
- Parainfluenza 1 вирус, Influenza A вирус, Influenza B вирус,
- Adenovirus, Herpes simplex вирус, западнонилска треска, петнист тиф.

също и операции и травми от типа на:
- ваксини (случаи с приложение на противобясна ваксина и убита противогрипна ваксина)
- след органна и костномозъчна трансплантация
- след употреба на тромболитични агенти и хероин
- бременност
- други заболявания – болест на Hodgkin, лимфом, системен LED, по-рядко при морбили, денга, хепатит C.

## Клинични признаци
Основни клинични признаци на заболяването са:
- мускулна слабост – тя се характеризира със симетрична проява и най-често започва от долните крайници като понякога е възможно да започне от ръцете или лицето. Обикновено има възходящ ход на разпространение (от долни към горни крайници и възможно развитие към черепно мозъчните нерви). Тежестта на мускулната слабост варира от леко изразена до пълна такава, а нерядко и дихателна недостатъчност. Пълно развитие на парезите настъпва до четвъртата седмица след началото на заболяването.
- сетивни промени – те се проявяват при по-голяма част от пациентите като често предшестват парезите. Характеризират се с изтръпване, парене, полазване на мравки, скованост. Проявяват се най-често в периферните части на крайниците.
- спонтанна болка – тя се проявява като резултат от дифузно възпаление на коренчетата на периферните нерви. При 90% от случаите се появява спонтанна болка локализирана в областта на гръбначния стълб, мускулите на тялото или крайниците.
- черепно-мозъчни нерви – демонстрира се с двустранна лицева пареза, двойно виждане, нарушение в очедвигателните функции
- вегетативни симптоми – прояви на синусова тахикардия, брадикардия, разстройства на зеничните реакции, функцията на пикочния мехур и червата.
- дихателна недостатъчност – проявява се при около 40% от случаите.